# Ehingen (Landkreis Augsburg)
Ehingen er en kommune i Landkreis Augsburg i Regierungsbezirk Schwaben i den tyske delstat Bayern, med med godt 1.000 indbyggere. Den er en del af Verwaltungsgemeinschaft Nordendorf.

## Geografi
Ehingen ligger cirka 30 kilometer nord for Augsburg i en sidedal til Schmutter, omgivet af udløbere af det Schwabisk-Bayerske højland.

### Bydele
Kommunen består af landsbyerne Ehingen og Ortlfingen.